# 紫脉蛇根草
紫脉蛇根草（学名：Ophiorrhiza purpurascens）是茜草科蛇根草属的植物，为中国的特有植物。分布在中国大陆的四川等地，生长于海拔1,000米的地区，一般生于沟谷边阴处，目前尚未由人工引种栽培。
其种加词“purpurascens”意为“有点紫色的”。